# Yayoi Kusama
Yayoi Kusama (Japans: 草間 彌生,Kusama Yayoi) (Matsumoto, 22 maart 1929) is een Japanse beeldhouwster en installatiekunstenares.

## Leven en werk
Kusama studeerde vanaf 1948 aan de School voor Kunst en Kunstnijverheid in Kioto. Zij stelde haar eerste werken, aquarellen en gouaches, in 1952 tentoon in het stadhuis van Matsumoto. In 1955 werd zij uitgenodigd voor deelname aan de 18th Biennial of the Brooklyn Museum in New York en in 1956 besloot zij naar de Verenigde Staten te emigreren. Na een kort verblijf in Seattle vestigde zij zich in 1957 in New York. Vanaf 1965 viel zij vooral op met haar happenings, onder andere in Central Park en op de Brooklyn Bridge, die steevast door de politie werden beëindigd. Zij bracht deze happenings, waarbij zij muren, vloeren, objecten, zichzelf en naakte assistenten beschilderde met polkadots, ook naar Europa, waar de happenings onder andere waren te beleven in Rome en Amsterdam (1967).
Tussen 1965 en 1970 was ze ook in Nederland actief door een samenwerking met galerie Orez, en de aansluiting van haar kunst bij de Zero-beweging in de Europese kunst. Nul-kunstenaar Henk Peeters merkte haar werk op en introduceerde haar bij galerie Orez. In november 1967 organiseerde Kusama een Naked Body Festival in galerie Orez, dat later werd voortgezet in het Stedelijk Museum Schiedam en daar uitliep op een rel. Nul-kunstenaar Jan Schoonhoven ging uit de kleren om zich, geheel naakt door Kusama te laten beschilderen met kleurige polkadots. Na hem volgden vele andere mannen. De wethouder van Schiedam maakte aan het festival in het museum een vroegtijdig einde. Schoonhoven had zich die dag ziek gemeld bij zijn werkgever, de PTT, en liep, nadat de beelden in de publiciteit kwamen, een promotie mis.
Over het gebruik van de polkadots, die haar handelsmerk zouden worden, schreef zij: "...a polka dot has the form of the sun, which is a symbol of the energy of the whole world and our living life, and also the form of the moon, which is calm. Round, soft, colorful, senseless and unknowing. Polka dots become movement... Polka dots are a way to infinity."
In 1966 werd haar werk geweigerd voor de Biënnale van Venetië, maar door haar illegale aanwezigheid met de happening Narcissus Garden wist zij de aandacht definitief op zich te vestigen. Kusama, die van haar psychiatrische problemen nooit een geheim maakte, keerde in 1973 terug naar Japan en verblijft sindsdien vrijwillig in een psychiatrische instelling. Zij heeft haar atelier in de directe nabijheid. In 1993 werd zij, nu officieel, uitgenodigd voor het Japanse paviljoen van de Biënnale van Venetië.
De kunstenares kreeg in 2003 in Frankrijk de Ordre des Arts et des Lettres en in 2006 in Japan de gerenommeerde prijs, de Praemium Imperiale voor schilderkunst. In 2008 toonde Museum Boijmans Van Beuningen in Rotterdam de expositie The Mirrored Years.

## Enkele werken
- Couch Accumulation #1 (1962), Green Gallery in New York
- Traveling Life (1964)
- Infinity Mirror Room – Phalli's Field (1965), Museum Boijmans Van Beuningen in Rotterdam
- Red Pumpkin (1994), Miyanoura Port in Naoshima (Kagawa (prefectuur))
- Tulips (2002)[6], Matsumoto City Museum of Art in Matsumoto
- The Tulips of Shangri-La (2004), Lille-folies 2004 in Rijsel
- Ascension of Polkadots on the Trees (2006), Orchard Road in Singapore
- Narcissus Garden (2009), Beeldenpark van het Centro de Arte Contemporânea Inhotim in Brumadinho - oorspronkelijk illegale bijdrage aan de Biënnale van Venetië van 1966

## Fotogalerij

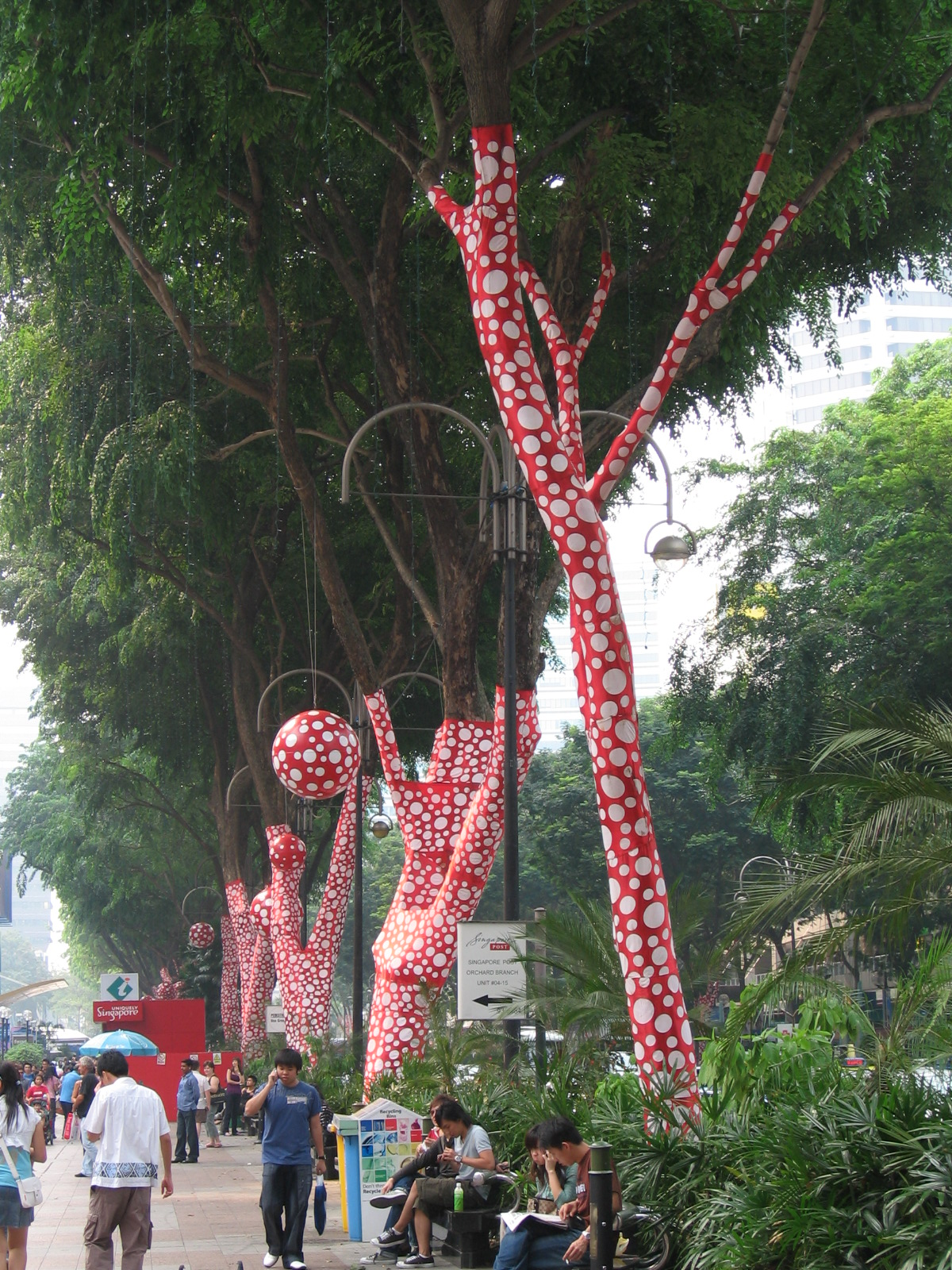
Ascension of Polkadots on the Trees, Singapore
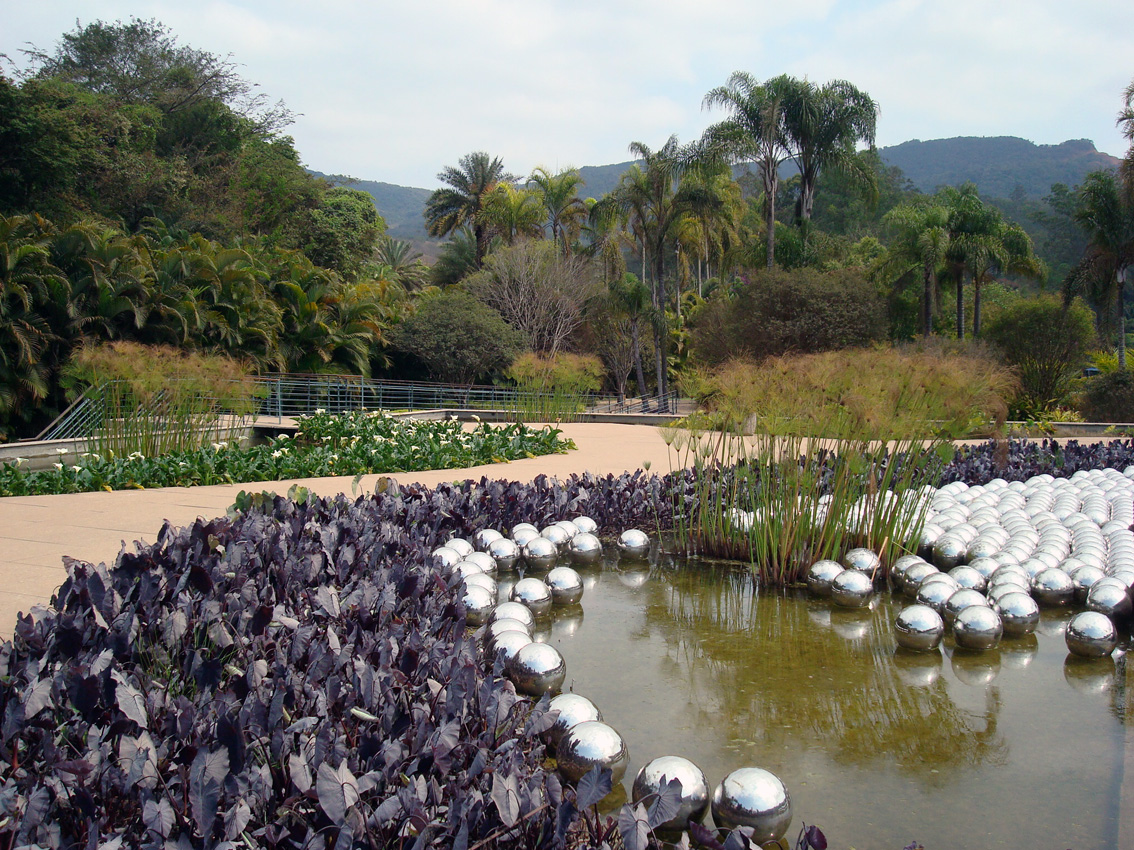
Narcissus Garden (2009), Inhotim